# 상해한인청년당
상해한인청년당(上海韓人靑年黨)은 1932년 1월 30일 중국 상하이에서 결성된 독립운동단체이다. 한국독립당의 외곽단체로서, 결성 목적은 조국의 완전독립을 위해 한국청년의 단체적 군사훈련을 실시하고 혁명역량을 총집결하기 위함이었다. 1932년 유진만(兪鎭萬)·이덕주의 조선총독 암살 미수, 최흥식(崔興植)·유상근(柳相根)의 다롄 의거 등을 계획하였으나 일제에게 사전에 발각되어 실패하였다. 1933년 11월 이사장인 김석(金晳)이 일본총영사관 경찰에 붙잡혀 당의 조직은 사실상 와해되었다.

## 역사

### 결성 (1932)
1930년 9월 상해한인청년척후대(上海韓人靑年斥侯隊)가 1931년 7월 상해한인독립운동청년동맹(上海韓人獨立運動靑年同盟)으로 전환되었다.
1932년 1월 30일 중국 상하이에서 상해한인독립운동청년동맹(上海韓人獨立運動靑年同盟)을 발전적으로 해체하고 상해한인청년당을 결성하였다. 결성 목적은 조국의 완전독립을 위해 한국청년의 단체적 군사훈련을 실시하고 혁명역량을 총집결하기 위함이었다. 본부는 상하이 프랑스 조계에 있었다. 결성 당시 임시이사장은 한영려(韓英麗), 이사는 이규서(李圭瑞), 연충렬(延忠烈), 서재현(徐載賢), 김석(金晳)이었다.

### 주요 활동 (1932)

#### 조선총독 암살 미수 (1932. 4)
1932년 4월 김구는 윤봉길 의거를 보내기 직전 한인애국단 와 유진만(兪鎭萬, 또는 유진식兪鎭軾)과 이덕주를 상하이에서 배편으로 조선에 파견해 조선총독부 총독 우가키 가즈시게 암살을 지시하였다.
1932년 4월 24~28일 사이에 유진만이 일본 경찰에 체포되었다.
1932년 5월 18일 이덕주도 해주에서 체포됨으로써 조선총독 암살 계획은 수포로 돌아갔다. 이덕주는 1935년  2월에해주형무소에서 옥사했고 유진만도 옥고를 치렀다.

#### 다롄 의거 미수 (1932. 5)
관동군 사령관 혼조 시게루(本庄繁), 남만주철도주식회사 사장 우치다 고사이, 관동청장관 마노스케 야마오카(山岡萬之助) 등 일제 인사들이 국제연맹 대표단 방문에 참석한다는 정보를 입수한 김구는 최흥식(崔興植)과 유상근(柳相根)을 다롄으로 파견하였다.
1932년 3월 말에 다롄에 먼저 도착한 최흥식은 북대산통(北大山通) 5호 한인어부조합 내 김정순(金正順 또는 金貞順)의 집에서 거주하며, 다롄의 상황을 알아보고 있었다. 최흥식은 상하이를 출발할 때 김구에게 먼저 다롄의 상황을 확인한 뒤 폭탄이나 권총을 사용하여 혼조 시게루(本庄繁) 일본 관동군사령관, 우치다 고사이(內田康哉) 남만철도 총재, 마노스케 야마오카(山岡萬之助) 관동청장관 등을 처단하라는 비밀지령을 받았다.
1932년 4월 25일 유상근은 임시정부 청사가 위치해 있는 보경리 4호 문 앞에서 윤봉길 의거에 사용한 것과 같은 모양의 수통형과 도시락 모양의 폭탄 2개를 받았다. 2개의 폭탄 중 도시락 형태의 폭탄은 김구에게 돌려주고 수통형 형태의 폭탄 1개를 받아 자신의 거주지인 살파새로 188호 3층에 보관하였다. 그리고 이 폭탄을 갖고 4월 27일 상해를 출발하여 5월 4일 다롄에 도착하였다. 이들은 5월 국제연맹조사단이 다롄에 도착한다는 정보를 입수하였다.
유상근 등 한인애국단원 4명은 그러나 불행히도 다렌의거를 준비하는 과정에서 김구와 주고 받은 편지로 인해 일본군경에 붙잡히게 되었다. 최흥식이 김구에게 발송한 전보가 그 단초였다. 1932년 5월 1일 최흥식은 대련전신국에서 ‘부족한 70원을 발송하라’는 내용의 전보를 김구에게 보냈다. 주소지는 안공근이 거주하는 상하이 프랑스 조계 패륵로 신천상리 20호였다. 수취인은 김구의 암호명인 ‘곽윤(郭潤)’이었다. 안공근의 거주지는 독립운동가들의 통신용으로 이용하는 주소였으나, 김구와 안공근 등이 윤봉길의 홍커우 공원 의거 직후 모두 피신한 상태여서 이 전보를 수취하지 못하고 며칠이 지나게 된 것이다.
1932년 5월 19일 상하이 일본전신국에 ‘배달불능 전보’로 통보되었다. 이 전보의 수취인 주소를 확인한 상하이 주재 일본총영사관에서는 5월 19일자로 관동청에 발신인의 체포를 지시하였다. 결국 최흥식이 다렌의거를 결행하기 2일 전인 5월 24일 새벽에 김정순(金貞順)의 집에서 잠복하고 있다가 붙잡혔고, 일제는 혹독한 고문과 심문으로 유상근의 거처를 알아내었다. 유상근 역시 5월 24일 아옥요에서 붙잡혔고, 이성원 · 이성발 형제는 다음 날인 5월 25일 일경에 붙잡히게 되었다.
1932년 5월 26일 오후 7시 40분 리튼 단장이 이끄는 국제 연맹 조사단이 다롄역에 도착하였지만 유상근과 정보원 최흥식, 폭탄 운반책인 이성원·이성발 등은 모두 사전에 체포됐다.
1933년 11월 1일 유상근, 최흥식에 대하여 '치안유지법 위반, 살인예비, 폭발물취체규칙 위반'에 관한 다롄법원의 공판에서 유상근에게 무기징역, 최흥식에게 징역 10년이 구형되었다.
최홍식은 수감 중 사형을 당한 것으로 알려졌다.
유상근은 무기징역을 선고받고 옥고를 치르던 중 제2차 세계 대전 발발과 함께 뤼순 감옥으로 이감되었고 광복을 하루 앞둔 1945년 8월 14일 순국하였다.

### 와해 (1933)
1933년 1월 이 당의 간부였던 이규서·연충렬이 일본관헌의 밀정이라는 혐의를 받고 김구파(金九派)에 의해 난징(南京) 부근에서 암살되는 사건이 있었다.
다른 당원들도 이즈음 모두 흩어지거나 붙잡혀 당의 활동이 부진하던 중 김석은 다시 상해로 돌아와 당을 다시 복구하려고 활동하다가, 1933년 11월 22일 일본총영사관 경찰에 붙잡혀 당의 조직은 사실상 와해되었다. 상해한인청년당 와해됐을 당시 조직 구성은 이사장에 김석(金晳), 이사에 서재현(徐載賢), 이규서(李圭瑞), 연충렬(延忠烈), 한영려(韓英麗), 왕영재(王英哉)였다.

## 서훈
- 유진만(兪鎭萬)에게 1990년 건국훈장 애국장이 추서되었다.
- 이덕주에게 1990년 건국훈장 애국장이 추서되었다.
- 유상근(柳相根)에게 1968년 건국훈장 독립장이 추서되었다.
- 최흥식(崔興植)에게 1968년 대통령표창, 1991년 건국훈장 애국장이 추서되었다.